# 오트 레플란드
오트 레플란드(Ott Lepland, 1987년 5월 17일~)는 에스토니아의 가수이다. 유로비전 송 콘테스트 2012에서 에스토니아 대표로 참가했다.